# John Alfons Pandeni (Wahlkreis)
John Alfons Pandeni, bis 31. Oktober 2012 Soweto, ist ein Wahlkreis von Windhoek in der Region Khomas in Namibia. Der Kreis hat eine Fläche von drei Quadratkilometer und hat 25.500 Einwohner (Stand 2023).
Der Wahlkreis ist nach Freiheitskämpfer John Alfons Pandeni benannt.

## Wahlen
| Wahl | Name                | Partei | Stimmenanteil |
| ---- | ------------------- | ------ | ------------- |
| 1992 |                     |        |               |
| 1998 | John Alfons Pandeni | SWAPO  | 86,9 %        |
| 2004 | Rakel Jacob         | SWAPO  | 67,5 %        |
| 2010 | Rakel Jakob         | SWAPO  | 73,5 %        |
| 2015 | Rakel Jakob         | SWAPO  | 88,9 %        |
| 2020 | Shaalukeni Moonde   | SWAPO  | 43,2 %        |